# Tiroler Staatsbahn – Achensee - Tirol
A Tiroler Staatsbahn – Achensee - Tirol egy Engerth-rendszerű un. támasztószerkocsis gőzmozdony volt az Osztrák–Magyar Tiroler Staatsbahnnál.
A nyolc mozdonyt a Maffei szállította 1856-ban. A mozdonyok a ACHENSEE, AMBRAS, HALL, INN, INNSBRUCK, KUFSTEIN, MARTINSWAND és a TIROL neveket kapták. A Tiroler Staatsbahn északi, Innsbruck–Kufstein vonalára kerültek. A Brennerbahn még nem épült meg, s a déli Verona–Bozen szakaszon sem használták soha őket.
A sorozat mozdonyai a vasút 1858-as privatizációjakor a Déli Vasúthoz kerültek, ahol 593-900 pályaszámokat kaptak, és a 18 sorozatba lettek besorolva. 1864-ben a sorozatjelet 25-re, a pályaszámokat 600-608-ra  változtatták. 1896-ig valamennyi mozdonyt selejtezték.

## Fordítás
- Ez a szócikk részben vagy egészben  a   Tiroler Staatsbahn – Achensee bis Tirol című német Wikipédia-szócikk fordításán alapul.  Az eredeti cikk szerkesztőit annak laptörténete sorolja fel. Ez a jelzés csupán a megfogalmazás eredetét és a szerzői jogokat jelzi, nem szolgál a cikkben szereplő információk forrásmegjelöléseként. - Az eredeti szócikk forrásai szintén ott találhatóak.